# Aepyornis
Aepyornis je rod izumrlih ptica neletačica iz porodice slonovki. Ima četiri vrste, a izumro je u 17. stoljeću.

## Opis
U ovom rodu su se nalazile vjerojatno najveće ptice koje su ikada postojale. Neke bi bile velike i do 3 metra, a teške oko 400 kg. Volumen jaja bi bio 160 puta veći od kokošjih jaja. U nekim slučajevima jaja bi bila duga oko 34 cm, a široka oko 1 metar (veća od jaja dinosaura). Kod ovih ptica prsna kost nije imala rtenjaču. Pronađeno je dosta primjeraka jaja ovih ptica, koji su sačuvani u muzejima.